# Rue de l'Église (Épinay-sur-Seine)
Pour les articles homonymes, voir Rue de l'Église.
La rue de l'Église, est une voie de communication du centre historique d'Épinay-sur-Seine.

## Situation et accès
Cette ancienne rue est prolongée à l'ouest par le sentier Saint-Médard qui va jusqu'à la rue de Verdun.

## Origine du nom
La rue est nommée ainsi en référence à l'église Saint-Médard toute proche.

## Historique
Cet ancien sentier joignait la rue du Mont, à côté de l'église, à la croix Saint-Sylvain, une croix de carrefour d'Argenteuil qui figure sur le plan de Delagrive de 1740 et qui a laissé son nom à une rue.

## Bâtiments remarquables et lieux de mémoire
- Église Saint-Médard
- Presbytère de Saint-Médard[3]

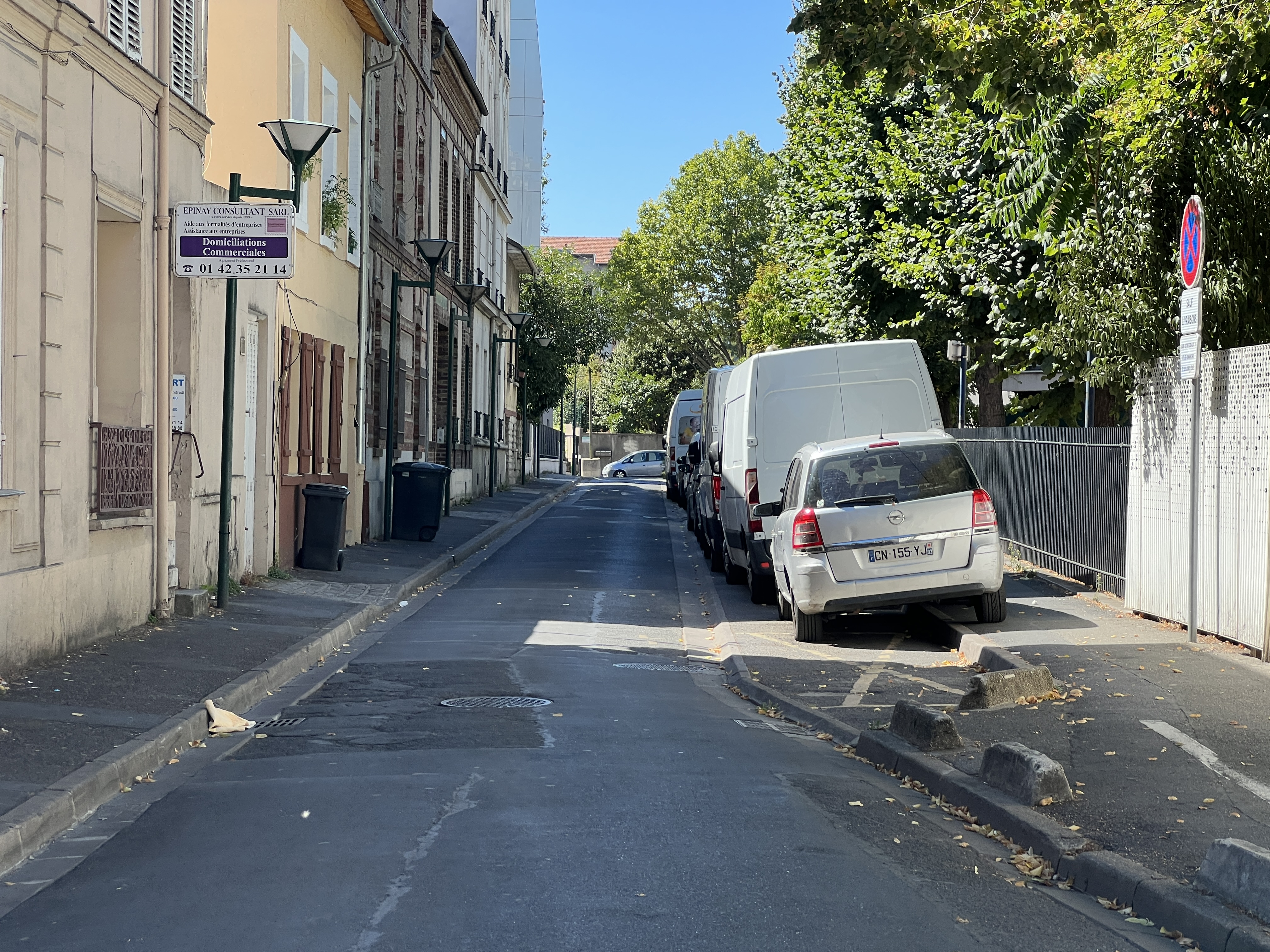
La rue en août 2022.

- L'Église Saint-Médard, situé dans la rue, a servi de lieu de tournage en 1962 au film Arsène Lupin contre Arsène Lupin d'Édouard Molinaro.